# U tế bào mầm

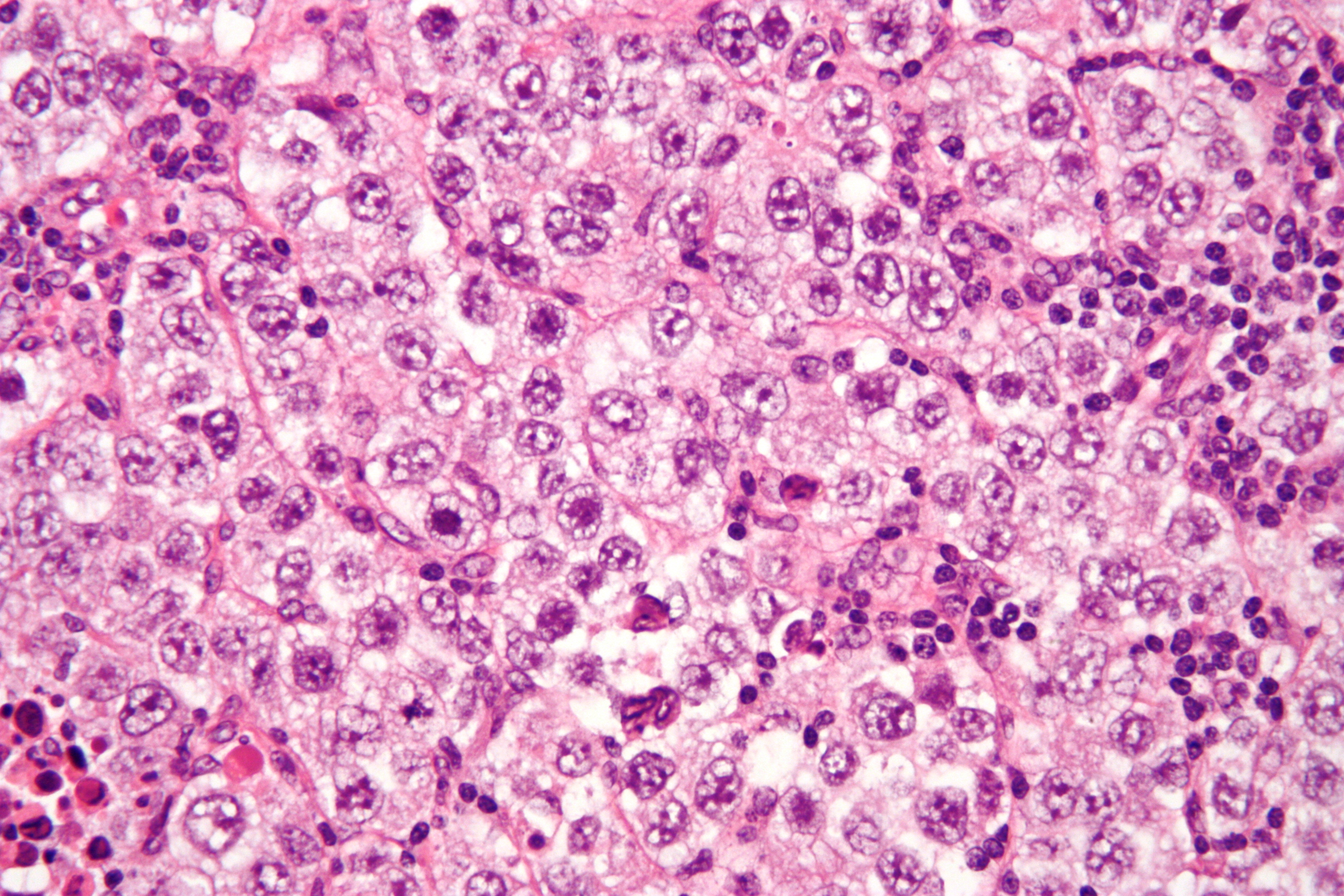
Ảnh hiển vi lắt cắt một khối u tế bào mầm tinh hoàn người (seminoma) đã nhuộm H&E. Các tế bào khối u với hình dạng giống như trứng rán bị rộp lên.

U tế bào mầm (germ cell tumor - GCT) là khối u có nguồn gốc từ các tế bào mầm. Các khối u tế bào mầm có thể là ung thư (ác tính) hoặc lành tính. Các u tế bào mầm xuất hiện bên ngoài tuyến sinh dục (buồng trứng và tinh hoàn), thường do dị tật bẩm sinh do sai sót trong quá trình phát triển của phôi.

## Nguyên nhân
Một số nhà điều tra cho rằng sự phân phối này phát sinh do hậu quả của sự di chuyển bất thường của các tế bào mầm trong quá trình tạo phôi. Những người khác đưa ra giả thuyết về sự phân bố rộng rãi của các tế bào mầm đến nhiều vị trí trong quá trình tạo phôi bình thường, với những tế bào này truyền thông tin di truyền hoặc cung cấp các chức năng điều tiết tại các vị trí soma.
Các u tế bào mầm ngoại bào ban đầu được cho là di căn biệt lập từ một khối u nguyên phát không được phát hiện trong tuyến sinh dục, nhưng nhiều khối u tế bào mầm hiện được biết là bẩm sinh và có nguồn gốc bên ngoài tuyến sinh dục. Đáng chú ý nhất trong số này là u quái mạc treo ruột, khối u duy nhất phổ biến nhất được chẩn đoán ở trẻ sơ sinh.
Trong số tất cả các khối u trung thất trước, 15-20% là u tế bào mầm trong đó khoảng 50% là u quái lành tính. U quái buồng trứng có thể liên quan đến viêm não do thụ thể chống NMDA.